# L'Art de ne pas dire n'importe quoi
L'Art de ne pas dire n'importe quoi (titre original anglais : 
How Not to Be Wrong: The Power of Mathematical Thinking, littéralement « Comment ne pas se tromper : le pouvoir de la pensée mathématique ») est un livre écrit par Jordan Ellenberg, montrant l'application à diverses questions économiques et sociétales de principes mathématiques et statistiques, ; il fait partie de la liste des best-sellers de 2014 établie par le New York Times.

## Résumé
L'Art de ne pas dire n'importe quoi explicite les mathématiques sous-tendant beaucoup de nos simples choix quotidiens, puis analyse des décisions plus complexes,. Par exemple, Ellenberg analyse de nombreuses idées fausses concernant les loteries, et en particulier examine si oui ou non elles peuvent être battues mathématiquement,.
Ellenberg utilise les mathématiques pour étudier des questions du monde réel allant du fétichisme des lignes droites dans les études épidémiologiques de l'obésité à l'application de la théorie des jeux au risque de manquer son avion, de l'explication des contre-performances sportives par la loi de régression vers la moyenne jusqu'au paradoxe de Berkson (en) montrant une apparente absence de corrélation entre deux maladies pourtant évidemment liées entre elles,.

## Plan détaillé
Les sous-titres ci-dessous sont traduits de l'édition originale, et ne correspondent pas nécessairement à la version française.

### 1. Linéarité
Ch. 1 : Moins de suéditude (Less like Sweden)
Ellenberg encourage ses lecteurs à penser de manière non linéaire et à savoir que « la direction à suivre dépend de l'endroit où vous êtes ». Pour préciser sa pensée, il établit un lien avec les Reaganomics et les courbes de Laffer de la fiscalité. Bien qu'il y ait peu  de nombres dans ce chapitre, le fait est que la compréhension qualitative des phénomènes est toujours liée à la pensée mathématique.
Ch. 2 : Localement droit, globalement courbe (Straight locally, curved globally)
Ce chapitre met l'accent sur l'importance de reconnaître que « la plupart des courbes ne sont pas des lignes droites, même si elles apparaissent ainsi vues d'assez près », et fait référence à de nombreux concepts mathématiques, comme le théorème de Pythagore, le calcul de  Pi, les paradoxes de Zénon, et l'analyse non standard.
Ch. 3 : Tous obèses (Everyone is obese)
Ici, Ellenberg dissèque quelques statistiques sur l'évolution de l'obésité aux États-Unis. Il établit un lien avec la régression linéaire et souligne les contradictions fondamentales soulevées par les arguments présentés à l'origine. Il utilise de nombreux exemples pour faire valoir son point de vue, comme la corrélation entre les résultats au SAT et les taux de frais de scolarité, ou l'observation de la trajectoire des missiles.
Ch. 4 : Combien ça fait en Américains morts ?  (How many is that in dead Americans ?)
Analyses de statistiques concernant le nombre de victimes de guerres et d'attentats dans différents pays. Bien que les pourcentages (en proportion des populations concernées) importent dans ce cas, cela n'a pourtant pas toujours de sens de les rapporter à la population américaine . Ellenberg illustre cela à l'aide d'exemples de morts par cancer du cerveau, de la formule du binôme, et de sondages électoraux.
Ch. 5 : Trop de gâteau (More pie than plate)
Ce chapitre analyse en profondeur des calculs de pourcentages concernant le taux de chômage, et les analyses politiques qui en résultent. Il insiste sur le fait que « les chiffres exacts ne sont pas importants ; les mathématiques interviennent pour savoir quoi diviser par quoi », et ajoute qu'en ce sens, les mathématiques sont partout.

### 2. Inférence
Ch. 6 : Le courtier de Baltimore et le code de la Bible (The Baltimore stockbroker and the Bible code)
Ellenberg insiste dans ce chapitre sur le fait que « il est probable que des choses improbables surviennent », rappelant par exemple que chaque semaine, quelqu'un gagne au Loto. Il utilise des exemples comme le code de la Bible, et montre comment les mathématiques interviennent dans l'analyse des coïncidences de la vie quotidienne.
Ch. 7 : Les poissons morts ne lisent pas les esprits (Dead fish don't read minds)
Dans ce chapitre, les thèmes abordés portent sur la nécessité de tests plus contraignants pour des hypothèses a priori peu vraisemblables, ainsi que l'étude de variantes de la loi des séries, comme la notion de « main chaude (en) » au baseball.
Ch. 8 : Reductio ad improbalum (Reductio ad unlikely)
Ce chapitre analyse des concepts mathématiques et logiques, partant du raisonnement par l'absurde et allant jusqu'à un exposé des résultats récents de  Zhang Yitang sur les écarts entre nombres premiers.
Ch. 9 : Le Journal international des haruspices (The international journal of haruspicy)
Ellenberg imagine un journal qui analyserait la pratique des haruspices en utilisant les valeurs p, rappelant que Jerzy Neyman et Egon Pearson affirmaient que les statistiques servaient à faire des choix et non des interprétations.
Ch. 10 : Dieu, Es-tu là ? C'est moi, l'inférence bayésienne (Are you there, God ? It's me, Bayesian inference)
Dans ce chapitre sont explorés divers concepts et raisonnements liés à l'inférence bayésienne, allant du pari de Pascal  aux algorithmes utilisés par Facebook pour prédire des risques d'attaques terroristes.

### 3. Espérance
Ch. 11 : À quoi s'attendre quand on espère gagner au Loto (What to expect when you are expecting to win the lottery)
Analyse des probabilités et des espérances de gain, contenant l'histoire de l'exploitation de failles par les étudiants du MIT, mais aussi celle de l'aiguille de Buffon.
Ch. 12 : Manquez plus d'avions (Miss more planes)
Parmi les concepts introduits figurent celui d'utilité ; il s'en sert pour étudier le temps perdu dans les aéroports comparé au risque de manquer l'avion, et pour résoudre le paradoxe de Saint-Pétersbourg.
Ch. 13 : Quand les rails se rencontrent (Where the train tracks meet)
Partant de l’invention de la géométrie projective par les peintres de la Renaissance, ce chapitre introduit les codes correcteurs d’erreurs et le plan de Fano.

### 4. Régression
Ch. 14 : Le triomphe des médiocres (The triumph of mediocrity)
Ce chapitre étudie (et réfute) l'analyse de la médiocrité dans les entreprises faite par Horace Secrist (en), la mettant en relation avec les baisses de performance au baseball.

Exemple d’un nuage de points.

Ch. 15 : L'ellipse de Galton (Galton's ellipse)
Ce chapitre étudie  l’œuvre de Sir Francis Galton, et plus particulièrement son analyse des nuages de points, les ellipses les représentant, et le calcul de corrélations.
Ch. 16 : Est-ce que le cancer du poumon pousse à fumer davantage ? (Does lung cancer makes you smoke cigarettes ?) 
Analyse de la signification de corrélations, mettant l'accent sur certaines erreurs d'interprétation, telles que le paradoxe de Berkson (en).

### 5. Existence
Ch. 17 : L'opinion publique n'existe pas (There is no such thing as public opinion)
Ce chapitre compare différents systèmes de votes et de sondages d'opinion, pour arriver à la conclusion qu'en général, on ne peut pas dégager d'opinion collective cohérente. Il introduit différents concepts mathématiques issus de la théorie de la décision et de la théorie du choix social, analysant en particulier le paradoxe de Condorcet.
Ch. 18 : « En partant de rien, j'ai créé un nouvel univers étrange » (« Out of nothing, I have created a strange new universe »)
Partant du travail de János Bolyai sur la géométrie non euclidienne, ce chapitre décrit l'apparition du formalisme en mathématiques, mentionnant en particulier les travaux de David Hilbert et de Gottlob Frege.

### Conclusion: Comment avoir raison (How to be right)
En conclusion, le principe d'explosion est introduit. L'auteur conclut sur une note rassurante, en expliquant qu'on a le droit de se tromper et qu'on apprend de nos erreurs.

## Accueil critique
Bill Gates a apporté son soutien à How Not to Be Wrong, l'incluant dans sa liste de 2016 intitulée « 5 livres à lire cet été »,.
L'accueil par la presse généraliste, ainsi que par des publications plus spécialisées comme le Wall Street Journal, est enthousiaste ; par exemple, le Washington Post décrit le livre comme « brillant et prenant... une partie de la pure joie intellectuelle qu'il apporte est de voir l'auteur sauter d'un sujet à l'autre, comparant des moisissures gluantes à l'élection de Bush en Floride, ou la criminologie à la Neuvième symphonie de Beethoven. L'effet final est celui d'une énorme mosaïque unifiée par les mathématiques. ».